# دنور (کنتاکی)
دنور (به انگلیسی: Denver) یک منطقهٔ مسکونی در ایالات متحده آمریکا است که در شهرستان جانسون، کنتاکی واقع شده‌است. دنور ۱۸۹٫۸۹ متر بالاتر از سطح دریا واقع شده‌است.